# Nada
Nada je žensko osebno ime.

## Izvor imena
Ime Nada je slovansko. Povezuje se z besedo nada, nadeja v pomenu »up, upanje«.

## Različice imena
- ženske različice imena: Nadežda, Nadi, Nadia, Nadica, Nadija, Nadika, Nadin, Nadina, Nadine, Nadislava, Nadja,Nadježda, Nadjuša, Nadka
- moški različici imena: Nadej (unikatno), Nenad

## Tujejezikovne različice imena
- pri Angleži, Francozih: Nadia
- pri Bolgarih, Slovakih, Srbih: Nada
- pri Čehih: Naďa
- pri Italijanih, Poljakih, Romunih, Špancih: Nadia
- pri Madžarih: Nádja
- pri Nemcih: Nadia, Nadja
- pri Rusih:  Надя (Nadja)

## Pogostost imena
Po podatkih Statističnega urada Republike Slovenije je bilo na dan 31. decembra 2007 v Sloveniji število ženskih oseb z imenom Nada: 6.665. Med vsemi ženskimi imeni pa je ime Nada po pogostosti uporabe uvrščeno na 36. mesto.

## Osebni praznik
V koledarju je ime Nada zapisani 1. avgusta (Nada, mučenka).

## Zanimivost
Nada je ena izned štirih mučenk, matere in treh hčera, katerih imena so poosebljale krščanske kreposti: Modrost - Sofija, Zofija ali Sonja (mati); Vero - Vera, Upanje - Nada in Ljubezen - Ljuba (hčere). Vse štiri so v koledarju zapisane 18. septembera.